# Karl-Johan Gustavsson
Karl-Johan Gustavsson (* 5. května 1958 Lidköping, Švédsko) je bývalý švédský zápasník. V roce 1984 na hrách v Los Angeles startoval v kategorii do 100 kg jak ve volném stylu tak v zápasu řecko-římském. V obou případech vypadl ve druhém kole. Na mistrovství světa v témže roce vybojoval 6. místo v řecko-římském a 7. ve volném stylu.